# Tim Perry
Timothy D. "Tim" Perry (Freehold, Nueva Jersey; 4 de junio de 1965) es un exjugador de baloncesto estadounidense, que jugó en la NBA y en la ACB.

## Trayectoria deportiva
Después de su carrera en la Universidad de Temple, Perry fue seleccionado séptimo en el draft de la NBA de 1988 por los Phoenix Suns. Juega durante cuatro temporadas en el equipo de Arizona hasta que el  17 de julio de 1992 junto con Jeff Hornacek, y Andrew Lang es enviado a Philadelphia Sixers por Charles Barkley. Jugaría tres temporadas en los Sixers y otra más en los Nets. Durante sus ocho temporadas, promedió 6.8 puntos y cuatro rebotes por partido, además participaría en tres Concursos de Mates de la NBA finalizando 5º en 1989, 7º en 1993, y de nuevo 5º en 1995.
El resto de su carrera deportiva lo pasaría en España, donde conseguiría la Copa del Rey con el Valencia Basket en el año 1998 y daría muestras de su potencial defensivo siendo dos veces el máximo taponeador de la liga ACB., y teniendo el récord de tapones en un partido en la fase final de la Copa del Rey de baloncesto, con 6 tapones en la edición del año 1998.

### Logros personales
- 1997-98 ACB. Valencia Basket. Máximo taponeador. 79 tapones (2.32 por partido).
- 1999-00 ACB. Bàsquet Manresa. Máximo taponeador. 91 tapones (3.03 por partido).